# Nylon
《Nylon》是一本以流行文化和時裝為主題的美國雜誌。內容包含藝術、音樂、設計、名人、科技和旅行。名稱「Nylon」來自雜誌中經常出現的文章主題－「各自自主的雙生城市」紐約和倫敦兩個城市的英文名稱（New York + London）。

## 創辦
《Nylon》是由多位人士共同創辦，分別是另類搖滾雜誌《Ray Gun》的出版人馬文·史考特·賈瑞特（Marvin Scott Jarrett）和傑格林·賈瑞特（Jaclynn Jarrett）、《Ray Gun》的總編輯馬克·布萊克威爾（Mark Blackwell）、企業家麥可·紐曼（Michael "Mic" Neumann），和超級名模海莲娜·克莉丝汀森（Helena Christensen）。目前克莉丝汀森已和雜誌無關。現任的執行編輯為史蒂芬妮·創恩（Stephanie Trong），她同時也是《Nylon Guys》的執行編輯。
2006年開始，《Nylon》透過社交網路服務「MySpace」發行數位版本。數位版本的《Nylon》還可試聽其中介紹之歌手的樂曲。

## 海外發行
《Nylon》主要在美國和加拿大常態販售，包括歐洲和亞洲也有許多國家進口販售。《Nylon》在2004年時發行了日本版《Nylon Japan》，主要讀者群瞄準20歲至35歲的年輕人。

## 外部連結
- Nylon 官方網站
- Nylon Japan（页面存档备份，存于）